# Töttössy Csaba
Töttössy Csaba (Budapest, 1931. július 6. – Budapest, 2011. július 13.) magyar klasszika-filológus, indogermanista egyetemi oktató, az ELTE Bölcsészettudományi Kar 1873-ban alapított Indoeurópai Nyelvtudományi Tanszékén az indológia oktatás elindítója és nyugalomba vonulásáig a tanszék vezetője volt. Indoeurópai nyelvészek és latinisták nemzedékeit képezte ki, a BTK Latin Nyelvi és Irodalmi Tanszékén közel negyven éven át tartotta alapvető mondattani kurzusait.
Kutatási területe: szanszkritológia, latin szintaxis, indoiráni és görög–latin nyelvi kapcsolatok.

## Pályája
1953-tól az Eötvös Loránd Tudományegyetem akkor alapított Indoeurópai Nyelvtudományi Tanszékének tanársegédje, 1963-tól 1970-ig adjunktusa, 1970 és 1996 között docense. 1996-tól egyetemi tanár, 1987–1996-ig tanszékvezető, 1993–1996-ig az ókortudományi tanszékcsoport vezetője.
1965 és 1990 között az Antik Tanulmányok szerkesztője, 1958-tól az Ókortudományi Társaság vezetőségi tagja, 1985–1991 között alelnöke, 1970–1990-ig az MTA klasszika-filológiai bizottságának titkára.
Nyugdíjazása után (dr. Gyárfás Ágnes elnökasszony felkérésére) a Miskolci Bölcsész Egyesületben tanított görög mitológiát, latin és ógörög, valamint szanszkrit nyelvet.

## Bibliográfia

### Cikkek, tanulmányok

#### Latin nyelvészet
- A latin gerundivum, AntTan, 16(1969), 205–208.
- The System of the ‘adiectivum verbale’ in the Latin Language, AUB SC, 1(1972), 69–76.
- The Development of the Greek and Latin accusativus and nominativus cum infinitivo, AUB SC, 2(1974), 9–16.
- A görög és latin infinitivus-os szerkezetek, AntTan, 22(1975), 13–19.
- Eastern Elements in the Technical Vocabulary of Graeco–Roman Trade = Actes de la XIIe Conférence Internationale d’Études Classiques „Eirene”, Amsterdam, Bucarest, 1975, 153–157.
- The participium Absolutum in the Greek, Latin and Sanskrit, AUB SC, 3(1975), 11–16.
- The Participium Absolutum in the Sanskrit, Greek and Latin = Proceedings of the Second World Sanskrit Conference (Torino, 9–15 June 1975), Torino, 1976 (Indologia Taurensia: Official Organ of the International Sanskrit Studies, 3–4), 477–482.
- Graeco–Indo-Iranica, ActaAntHung, 25(1977), 129–135.
- Indoiráni elemek a görög-római kereskedelmi szókészletben, AntTan, 23(1976), 242–245.
- Görög és latin elemek az indoiráni nyelvek szókészletében, AntTan, 24(1977), 1–6.
- A latin, görög és szanszkrit participiumos szerkezetek, AntTan, 24(1977), 221–224.
- Az indicativus „irrealis” a latinban, AULAM, 1(1991), 139–145.
- A coniunctivus bizonyos használatai a latin főmondatokban, AULAM, 2(1992), 197–202.
- A latin gerundivum használatának alakulása, AULAM, 3(1993), 137–146.
- Indogermán -tr nomen agentis képző a latin inf, és part. instans activi-ben, AULAM, 4+5(1995), 130–133.
- A latin (valamint a görög és a szanszkrit) mondatok és mondatrészeik I., AULAM, 4+5(1995), 134–138.
- A latin (valamint a görög és a szanszkrit) mondat részei II. (A határozók stb.), AULAM, ?.
- Origin and Development of the Forms of the Latin Future Active Infinitive and Participle, ActAntHung, 38(1998), 256 sk.
- The Development of the Usage of the Latin Gerundive, ActaAntHung, 38(1998), 381–389.
- A latin instans actio és eredete, AntTan, 43(1999), 115–121.
- A latin gerundium és gerundivum: Kialakulásuk és szerkezeteik, AntTan, 43(1999), 123–131.
- A latin perfecta actio kialakulása, AntTan, 44(2000), 69–78?
- Development of the Actio Perfecta in Latin, ActaAntHung, 40(2000), 459–469.

#### AŚukasaptati
- A Śukasaptati változatai viszonyának kérdéséhez, AntTan, 10(1963), 156–165.
- A Śukasaptati elbeszéléseinek jellege és műfaja, AntTan, 15(1965), 221–228.
- The Problem of the Internal Frame Stories of the Śukasaptati, ActaOrientHung, 18(1965), 227–240.
- A Śukasaptati-változatok és a jaina-szerzőség kérdése, AntTan, 14(1967), 249–253.
- The Śukasaptati Variants and the Jaina Authorship, ActaAntHung, 16(1968), 447–454.
- Character and Genre of the Stories of the Śukasaptati, ActaAntHung, 17(1969), 433–441.
- The dates of the variants of the Śukasaptati, ActaAntHung, 21(1973), 273–279.
- A Śukasaptati és a Pancsatantra, AntTan, 21(1974), 59–64.
- Cintāmanibhatta szerzősége, AntTan, 23(1976), 223–232.
- The 16th Story of the textus ornatior of the Śukasaptati, ActaAntHung, 24(1976), 285–296.
- Bemerkungen zur Geschichte der Śukasaptati, AUB SC, 7(1979), 29–36.
- The Variants of the Frame Story of the Śukasaptati, ActaAntHung, 28(1980), 437–453.
- A Śukasaptati változatok papagáj-történetei, AntTan, 29(1982), 199–212.

#### Egyéb
- Megjegyzések Aristophanés Lysistratéjához, AntTan, 2(1955), 59–67.
- The name of the Greeks in Ancient India, ActaAntHung, 3(1955), 301–319 — orosz nyelvű kivonattal.
- A görögök neve az ókori Indiában, AntTan, 3(1956), 69–82.
- Az MTA és az Ókortudományi Társaság Klasszika-filológiai Konferenciája, MagyTud, 6(1961), 117–119.
- Lysistrate and the oligarchic coup d’état, ActaAntHung, 10(1962), 273–282.
- A L’Association Internationale d’Histoire des Religions strasbourgi kollokviuma (1964. szept. 17–22.), AntTan, 12(1965), 313–316.
- Sanskrit Literature and Indology in Hungary, Cultural Forum, 15(1972)/1, 55–58.
- Bibliography of scholarly works and papers of J. Harmatta, ActaAntHung, 25(1977), 13–24.
- Az 1985. évi Ábel Jenő Emlékérem, AntTan, 33(1987/1988), 76–77.
- Harmatta János hetven éves, ArchÉrt, 114–115(1987/1988), 124–125.
- India magyar szemmel, Budapest, Indiai Nagykövetség, 1987, 62–70. ?
- Harmatta János, Ritoók Zsigmond, ~, Marót Károlyné közérdekű meghagyása („Marót Károly Alapítvány”), AntTan, 33(1987/1988), 74–75.

### Fordítások
- Aristophanés, Három komédia: Az Acharnaebeliek, A béke, Lysistrate, ford. Arany János, tan. Trencsényi-Waldapfel Imre, jegyz. ~, Budapest, Szépirodalmi, 1954, 293 pp — a jegyzetek Arany János jegyzeteinek felhasználásával készültek.
- A görög irodalom kezdetei, ford. ~ et al., Budapest, Akadémiai, 1956, 376. (357–371) [AntTan, 3(1956), 285–287].
- Thomas Mann, Az elcserélt fejek: Die vertauschten Köpfe (Ind legenda), ford. Horváth Henrik, kontrollszerk. Ottlik György, jegyz. ~, Budapest, Magyar Helikon, 1957 (Új Elzevir könyvtár, 1) 235 pp.
- Sarkady János, A demokrácia bölcsője, Budapest, Gondolat, 1960 (Európai Antológia. Görögország), 235 pp. [Ferenczy Endre, Századok, 95(1961) 337–338] [?]
- Sukaszaptati: A papagáj hetven meséje a csalfa asszonyokról, ford., jegyz. és utószó TCs, versford. Tellér Gyula, Bp., Magyar Helikon, 1962, 249 pp.
- A papagáj hetven meséjéből: A papagáj 19. meséje, ford. TCs = A világirodalom legszebb elbeszélései, I, 1971, 220–223; 19732, 180–182.
- A Sukaszaptati 19. meséje = A világirodalom legszebb elbeszélései, I, 19773, 195–198; 19884, 253–256.
- A Suka-szaptati avagy A papagáj hetven meséje a csalfa asszonyokról, ford. TCs, versford. Tellér Gyula = Mesefolyamok óceánja: válogatás a szanszkrit elbeszélés-irodalomból, II, Bp., 1982, 285–496.
- Ókori Keleti Történeti Chrestomathia, Budapest, Tankönyvkiadó, 19862 (Ókori Történeti Chrestomathia, 1), ford. TCs, 321 (Dareios Naqš-i Rustam-felirata), 322 (Dareios Suez-felirata), 328 (Xerxés daiuz-felirata), 370–374 (Manu törvényeiből), 374–377 (Kantilya Arthašastrájából).
- A hadművészet ókori klasszikusai, 195–201 (Arthasásztra: részletek). Ókori indiai törvények: manu törvényeiből, tcs alapján tok, 35–37.
- Új magyar lexikon (ford.) a hatalom filozófiája (5, 84–116), db, 174–185.
- A papagáj hetven meséjéből: A papagáj 19. meséje, ford. ~ = Világirodalmi dekameron, I, szerk. Domokos János, Görög Lívia, Budapest, Európa, 1966, 162–165.
- Thuküdidész, Méloszi dialógus, ford. ~ = Görög történetírók, szerk. Ritoók Zsigmond, Budapest, Európa, 1988 (A világirodalom klasszikusai), 324–333.

### Recenzió
- V. Ehrenberg, The People of Aristophanes (A Sociology of Old Attic Comedy), Oxford, 1951. [AntTan, 1(1954), 184–185.]
- Gyakov, Nyikolszkij, Az ókori világ története, ford. Borzsák István, Bp., Tankönyvkiadó, 1954. [AntTan, 3(1956), 295–296.]
- Pancsatantra, azaz Ötös könyv, ford. Schmidt József, bev. és jegyz. Harmatta János, Magyar Helikon, 1959, 271 pp. [AntTan, 7(1960), 97–98.]

### Róla
- Harmatta János, A Śukasaptati történetéhez: Opponensi vélemény ~ „A Śukasaptati és az ind társadalom” c. kandidátusi értekezéséről, AntTan, 10(1963), 239–247.
- Hahn István, A Śukasaptati történetéhez: Opponensi vélemény ~ „A Śukasaptati és az ind társadalom” c. kandidátusi értekezéséről, AntTan, 10(1963), 248–251.

### Rövidítések
- AntTan Antik Tanulmányok (Studia Antīqua)
- AUB SC Annālēs Ūniversitātis Budapestīnēnsis dē Rōlandō Eötvös Nōminātae, Sectiō Classica
- AULAM Annālēs Ūniversitātis Litterārum et Artium Miskolciēnsis
- ActaAntHung Ācta Antīqua Acadēmiae Scientiārum Hungaricae
- (1950–1975): 471–473, 538, 545, 618, 644, 2188–2189, 2334–2335, 2348–2349, 2352, 2361–2362, 2382, 2385, 2417–2426, 3012, 3369, 3410–3412, 6439, 8439–8446, 8961
- (1975–1990): 239, 467, 468, 594, 1477, 1478, 1532–1538, 4886–4889

## Külső hivatkozások
- ELTE BTK-honlap oktatói oldala[halott link]
- Önéletrajza Archiválva 2011. július 17-i dátummal a Wayback Machine-ben (Napkút)
- Nekrológ (Jé! India)
- Tötösy de Zepetnek, Steven. Records of the Tötösy de Zepetnek Family / A Zepetneki Tötösy család adattára. West Lafayette: Purdue University Press, 2010- http://docs.lib.purdue.edu/clcweblibrary/totosyrecords

1. ↑  https://resolver.pim.hu/auth/PIM96822. (Hozzáférés: 2022. július 24.)